# Caesar Domela Nieuwenhuis
Caesar Domela Nieuwenhuis (auch: César Domela, * 15. Januar 1900 in Amsterdam; † 30. Dezember 1992 in Paris) war ein niederländischer Maler und Bildhauer.

## Leben
Caesar Domela lernte mit vierzehn Jahren auf einem Urlaub in Paris den Bildhauer Henri Laurens kennen, was ihn in seinem Schaffen tief beeinflusste. 1916 begann er sich für Ethnologie zu interessieren und er begann sich mit Indonesischer und Afrikanischer Kunst auseinanderzusetzen. Domela war Autodidakt, erste Gemälde und Zeichnungen entstanden in den Jahren 1919 und 1920. Nach seinem Schulabschluss siedelte er nach Ascona in der Schweiz über, wo er Bekanntschaft mit den Künstlern Alexeij von Jawlensky, Hans Arp und Marianne von Werefkin Bekanntschaft machte. 1923 zog er nach Berlin und beteiligte sich an der Berliner Künstlervereinigung Novembergruppe. Über Arthur Segal kam er zu seiner ersten Ausstellungsbeteiligung bei der Großen Berliner Kunstausstellung. Im Jahr darauf hielt sich Domela in Paris auf und arbeitete im Atelier von Henri Laurens mit. Über diese Arbeit machte er Bekanntschaft mit den niederländischen Künstlern Piet Mondrian und Theo van Doesburg, welche ihn ermutigten, Mitglied in der Künstlergruppe De Stijl zu werden. In Den Haag fand eine erste Einzelausstellung mit seinen Werken statt. 1927 zog Domela nach Berlin, wo er freischaffend als Maler und Gebrauchsgrafiker tätig war. Er war Mitglied der Künstlergruppe die abstrakten hannover und des Rings neue werbegestalter. Über Wassily Kandinsky und Laszlo Moholy-Nagy hatte er auch Kontakte zum Bauhaus. 1931 entstand auf seine Anregung hin in Berlin eine Ausstellung zur Fotomontage. 1933 zog Domela wieder nach Paris, wo er Mitglied der Künstlergruppen Cercle et Carré sowie Abstraction-Création wurde und 1937 zusammen mit Hans Arp und Sophie Taeuber-Art die Zeitschrift Plastique gründete.
Nach dem Zweiten Weltkrieg gründete Domela das Centre de Recherches in Paris und stellte im ersten Salon des Réalités Nouvelles aus. Von 1955 bis 1960 erhielt er öffentliche Aufträge aus den Niederlanden, insbesondere Aufträge für Wandreliefs in Rotterdam und Den Haag.

## Ausstellungen
- Cesar Domela. Gemeentemus, Den Haag, 1960.
- Domela, Galerie Klihm, München, 5. April–15. Mai 1968.
- Domela. Galerie de Seine, Paris, 24. November–15. Dezember 1971.
- Cesar Domela: Werke 1922–1972. Kunsthalle Düsseldorf, 12. Oktober bis 3. Dezember 1972.
- Cesar Domela. Juda Fine Art, London, 1973.
- Domela. Galerie Marguerite Lamy, Paris, Oktober 1976.
- Domela : exhibition of gouache, lithograph & relief. Kalkutta, 6.–17. März 1979.
- Cesar Domela: schilderijen, reliëfs, beelden, grafiek, typografie, foto's. Den Haag, Gemeentemuseum, 6. September–26. Oktober 1980.
- Table néo-plastique. Galerie Spiess, Paris 1985.
- Domela: 65 ans d'abstraction. MAM Musée d'Art Moderne de la Ville de Paris. 4. März–10. Mai 1987; Musée de Grenoble, 4. Juni–2. September 1987.
- César Domela: Reliefs und Gouachen (1938–1987), Galerie Sander, Darmstadt, 15. Oktober–23. Dezember 1988.
- César Domela, Museo Cantonale d'Arte, Lugano, 16. September–26. November 2000.
- César Domela: typographie, photomontages & reliefs. Musée d'Art Moderne et Contemporain de Strasbourg, 16. Februar–27. Mai 2007.
- César Domela: Retrospektive anlässlich der Schenkung von Lie Tugayé-Domela Nieuwenhuis und Anne Dutter-Domela Nieuwenhuis. Sprengel Museum Hannover, 5. August–11. November 2007; Gemeentemuseum, Den Haag, 24. November 2007–6. April 2008.
- César Domela: la vision tactile – een tastbare kijk. Lieu d'Art et Action Contemporaine de Dunkerque, 6. Mai–21. September 2008.
- César Domela: sculptures – gouaches – collages – photomontages. Galerie Thessa Herold, Paris, Frühling–Sommer 2012.
- Domela. Galerie Le Minotaure, Paris, 4. Februar–29. April 2023.